# Истинная трагедия Ричарда III
«Истинная трагедия Ричарда III» (англ. The True Tragedy of Richard III) — анонимная историческая пьеса елизаветинской эпохи, рассказывающая об английском короле Ричарде III. Была впервые опубликована в 1594 году. Она привлекает внимание исследователей главным образом из-за вопроса о её связи с «Ричардом III» Уильяма Шекспира. «Истинную трагедию Ричарда III» не следует путать с «Истинной трагедией Ричарда, герцога Йоркского», ранней альтернативной версией пьесы Шекспира «Генрих VI, часть 3».